# Tramp (statek)
Tramp – określenie statku niepływającego w żegludze regularnej, liniowej, a tzw. trampowej, czyli takiej, w której statek nie posiada ustalonego rozkładu jazdy czy trasy, bierze zaś ładunek w porcie „A”, wiezie go do portu „B”, gdzie dostaje towar do przewiezienia do portu „C”, następnie „D” itd. Mianem tym określane są głównie masowce do przewozu węgla, rudy, fosforytów i innych podobnych całookrętowych ładunków. Różnica pomiędzy liniowcem a trampem polega na tym, że powrót trampa do portu macierzystego jest trudny do przewidzenia.
Tramp uniwersalny to statek pośredni pomiędzy drobnicowcem a masowcem posiadający międzypokład, co pozwala na łatwiejsze przewożenie drobnicy, ale komplikuje przewóz ładunków masowych.